# Pintor de Nápoles 1778
Pintor de Nápoles de 1778 es el nombre convenido para un pintor de vasos de la Antigua Grecia  que trabajó en la Italia meridional, Paestum, en la técnica de figuras rojas, en la Italia meridional. Se desconocen sus fechas exactas de nacimiento y muerte, y dado que no firmaba sus obras, su nombre no ha sobrevivido. Junto con su contemporáneo, El Pintor de Nápoles 2585, fue uno de los pintores de vasos de Paestum más importantes del último cuarto del siglo IV a. C. Al principio trabajaron en un estilo bastante uniforme, pero luego ambos desarrollaron sus propios elementos estilísticos individuales.
Su obra temprana  estuvo muy influenciada por el estilo del Pintor de Caivano, activo en el centro de pintura de vasos de Campania, quien probablemente trabajó durante un tiempo en Paestum. Esto es particularmente notable en los peinados de las figuras masculinas y en los dibujos de los vestidos de las mujeres. El primero cuelga en largos rizos representados con gruesas líneas cruzadas sobre los hombros de las figuras, mientras que el segundo presenta hileras de puntos en el dobladillo de los vestidos. La similitud también es perceptible en los elementos decorativos secundarios, como las palmetas veteadas de blanco que sobresalen de los tallos blancos de los vasos. 
Su estilo temprano puede vincularse con la obra del fallecido Pitón y el Pintor del Orestes de Boston, como se puede apreciar en su vaso epónimo, una crátera de campana hallada en Nápoles, por la cual recibió su nombre de Arthur Dale Trendall. En ella representó a un actor entre Dioniso y una ménade. Este vaso es uno de las últimos en las que se puede ver una escena llamada farsa flíaca. Eran una especie de espectáculos burlesco que habían arraigado en el sur de Italia, donde se ridiculizaban las historias mitológicas.
También decoró numerosos lecánides y lécitos bastante grandes, la mayoría de ellos con figuras masculinas y femeninas, a menudo representando a las mujeres en el acto de embellecimiento. Pintó una sola figura en vasos más pequeños. Más adelante en su carrera, sus habilidades de dibujo, especialmente en la representación de rostros, se deterioraron. En esta época, comenzó a enmarcar sus cuadros con un motivo en forma de abanico que apuntaba hacia abajo y en sus vasijas más pequeñas dibujó solo una cabeza femenina, que copió de los cuellos de sus ánforas o de las tapas de sus gamikos. Al igual que el Pintor de Nápoles 2585, también pintó los llamadas platos de pescado, con un elemento decorativo característico de una línea de puntos dibujada alrededor de los ojos del pez.